# Антиков Дмитро Миколайович
Дмитро́ Микола́йович Антиков (1995—2019) — старшина Національної гвардії України, учасник російсько-української війни.

## Життєпис
Народився 1995 року в місті Ніжин. 2012 закінчив ніжинську ЗОШ № 15. 7 жовтня 2013 року призваний Ніжинсько-Куликівським об'єднаним військовим комісаріатом на строкову військову службу.
З 27 січня 2015 року — на військовій службі за контрактом. Проходив службу у в/ч 3027 (Нові Петрівці). Від 2016-го — у в/ч 3018; старшина, головний старшина 2-ї гаубичної артилерійської батареї гаубичного артилерійського дивізіону 4-го батальйону НГУ. Навчався в Ніжинському університеті ім. Гоголя на історико-юридичному факультеті, у червні 2019 року закінчив і здобув диплом бакалавра.
23 жовтня 2019 року загинув під час виконання бойової задачі на передовій — поблизу селища Новолуганське на Світлодарській дузі. Ідучи на спостережний пост у густому тумані, не помітив обірвану лінію електропередач біля зруйнованого обстрілами будинку й зазнав смертельного ураження струмом.
25 жовтня 2019-го похований у Ніжині — на кладовищі мікрорайону Гуньки. 24—26 жовтня у Ніжині оголошено Днями жалоби.
Без Дмитра лишились батьки, сестра та дружина (одружився у вересні 2019-го).

## Нагороди та вшанування
- Указом Президента України № 949/2019 від 24 грудня 2019 року за «особисту мужність і самовіддані дії, виявлені у захисті державного суверенітету та територіальної цілісності України» нагороджений орденом За мужність III ступеня (посмертно)[4].
- 6 грудня 2019 року на фасаді Ніжинської ЗОШ № 15 відкрито меморіальну дошку Дмитрові Антикову.